# Ziemomyśl (przystanek kolejowy)
Ziemomyśl – przystanek kolejowy w Sądowie, w województwie zachodniopomorskim, w Polsce.

## Ruch pasażerski
| Rok  | Wymiana pasażerska na dobę |
| ---- | -------------------------- |
| 2017 | 100-149                    |
| 2022 | 90-99                      |

## Połączenia
W kierunku Poznania:
- Choszczno
- Krzyż
- Poznań Główny

W kierunku Szczecina (i dalej Świnoujścia):
- Stargard
- Szczecin Główny
- Świnoujście
- Świnoujście Port